# Бельведер (Лондон)

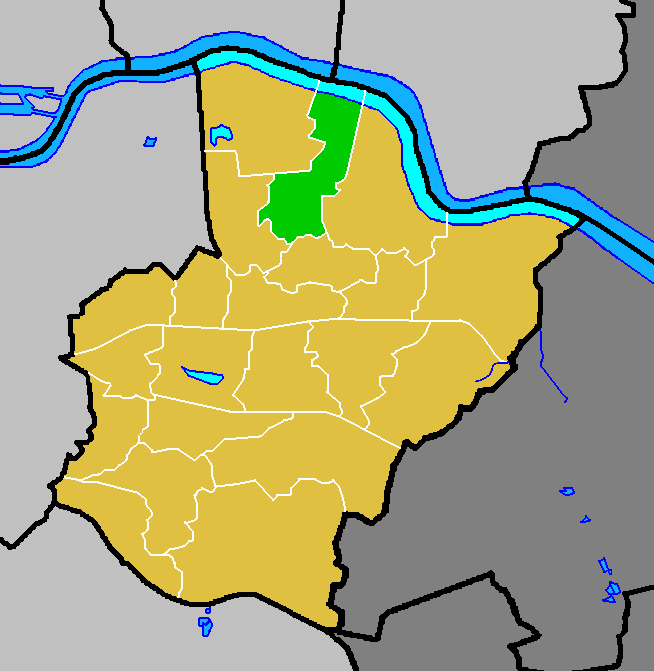
Избирательный округ Бельведер (зелёный) в составе лондонского боро Бексли (жёлтый)

Бельведер (англ. Belvedere, /ˈbɛlvədɪər/) — город на юго-востоке Лондона (Англия), в составе лондонского боро Бексли. Он расположен недалеко от реки Темзы, к востоку от него находится Эрит, к югу — Бекслихит, а к западу — Эбби-Вуд и Темзмид. До создания Большого Лондона в 1965 году Бельведер находился в административном графстве Кент.

## География
На севере Бельведер граничит с рекой Темзой, на северо-востоке и востоке — с Эритом, на юго-востоке и юге — с Нортумберленд-Хит, на юго-западе — с Вест-Хит, на западе — с Эбби-Вуд и на северо-западе — с Темзмидом.

## История
Территория, которая сегодня известна как Бельведер, на протяжении веков была частью Лесснисс-Хит, восточной части узкого высокого хребта, который тянется от района Леснисского аббатства до Эрита. На северном участке, где расположены промышленные и экологические объекты, был обычный луг. В 1847 году это в основном невозделанное, лесистое поместье, почти не разделённое на участки, было передано по завещанию последнего барона Сэй и Сил его кузену, Куллингу Эрдли, который строил недвижимость в Бельведере до своей смерти в 1863 году. Эрдли построил на пустоши большую деревянную башню (см. Бельведер), чтобы иметь возможность любоваться видом на своё поместье и Темзу, дав название местности от итальянского «прекрасный вид». Это название можно применить и сегодня, поскольку с хребта этой местности и некоторых её южных возвышенностей открывается великолепный вид на Канэри-Уорф и центральный Лондон.
Эрдли уговорили разрешить строительство на его участке часовни диссентеров, которая была построена таким образом, что первоначальный деревянный бельведер стал её башней. Чтобы люди могли посещать эту часовню, он проложил к ней дорожки через Лесснесс-Хит. В 1861 году, после почти 8 лет, Эрдли закончил строительство часовни, ныне церкви Всех Святых, после того как на том же месте сгорела более ранняя часовня с бельведером. В то же время Эрдли построил Вилла-Хаус и укрепил тропинку, ведущую к вересковой пустоши, которая затем стала улицей Эрит-Роуд. Эрдли постепенно распродавал землю, и вскоре вдоль дороги, которая стала называться Бексли-роуд (с марта 1939 года известной как Нуксли-роуд в честь небольшой пустоши, расположенной в 1 км к югу) вырос посёлок Бельведер.

### Взрыв в Бельведере в 1864 году
Примерно в 6:40 утра в субботу 1 октября 1864 года произошёл мощный взрыв, который полностью уничтожил два коммерческих пороховых завода, расположенных изолированно на Бельведерской стороне Эритских болот, вместе с их складскими помещениями и парой барж, которые в то время загружались бочками с порохом. Взрыв был слышен в радиусе 50 миль, а ударная волна была настолько сильной, что люди в центре Лондона были уверены, что произошло землетрясение. В одном из репортажей того времени говорилось, что спасатели, поспешившие на место взрыва, обнаружили огромный кратер, в котором не осталось абсолютно никаких признаков зданий, «как будто это место вымели метлой». Удивительно, но жертв было всего около двадцати человек, поскольку, хотя взрыв был огромным, удаленность места предотвратила большие человеческие жертвы.

### С 1900 года по настоящее время
Бельведер находился в Кенте и до 1965 года входил в состав муниципального боро Эрит, а его застройка происходила до Второй мировой войны, со значительной реконструкцией после немецких бомбардировок. Несмотря на это, Верхний Бельведер и Деревня сохранили большую часть своего викторианского и эдвардианского очарования и характера. С 1898 по 1961 год кабельный завод Каллендера на заводе Эрит, Бельведер, был патроном для оркестра Каллендера, любительского духового оркестра, состоящего из сотрудников компании. Оркестр активно выступал на радио BBC в 1920-х и 1930-х годах.

### Наводнение 1953 года
Наводнение на Северном море 1953 года сильно ударило по району Бельведерских болот, оставив 1700 цыган, живших там, ни с чем. Один человек погиб во время наводнения, а дома сотен людей были повреждены. Королева Елизавета II посетила общины Эрит и Бельведер, которые несколько недель были без электричества, чтобы выразить своё почтение.

### Споры о названии
В последние годы у местных жителей было много споров по поводу правильного названия «деревенского» района Бельведер, включающего треугольник Нуксли-роуд, Альберт-роуд и Вулидж-роуд. Дорожные знаки Совета называют район Бельведер-Виллидж, на картах и в почтовом отделении он значится как Бельведер, но некоторые местные жители называют его Нуксли-Виллидж в честь дороги. Многие жители неофициально называют этот район «Деревней». Считается, что название Нуксли-Виллидж произошло от агентов по продаже недвижимости в этом районе.

## Подрайоны
На территории избирательного округа находятся:
- заповедник Эрит Маршес/Кросснесс;
- Эбби-Вуд[англ.], Босталл-Хит и Вудс[англ.], Аббатство Леснис[англ.], Темзмид[англ.] и Вест-Хит[англ.].

## Достопримечательности
В Верхнем Бельведере находится церковь и несколько кирпичных вилл викторианской и эдвардианской эпохи. Здесь есть несколько пабов, ресторанов и торговых точек: Eardley Arms и Prince of Wales на Вулидж-Роуд, The Victoria на Виктория-Стрит, The Royal Standard, The Village Inn (бывший Queens Head) и The Fox на Нуксли-Роуд. В Верхнем Бельведере также находится большой парк и библиотека, которая была под угрозой закрытия из-за правительственных сокращений. Угроза закрытия была предотвращена благодаря усилиям местного сообщества. Новый аквапарк «Сплэш-парк» (открыт в 2005 году, закрыт в 2016 году) был построен на месте старого викторианского бассейна. В парке сохранились некоторые из оригинальных конструкций бассейна. «Сплэш-парк» был закрыт в 2016 году и заменён новой игровой зоной под названием «Пляж Бельведер», которая открылась для посетителей 27 июля 2017 года.
Нижний Бельведер — меньше и более индустриальный, в нём есть методистская часовня, сикхский храм, а на севере он граничит с высокотехнологичной Кросснесской насосной станцией, небольшим промышленным парком, мусоросжигающим заводом и канализационным заводом Джозефа Базэлджета «Кросснесс». Нижний Бельведер также является местом расположения Бельведерского общественного форума, который работает и проводит встречи в Бельведерском общественном центре.
Колледж Бексли, памятник архитектуры II класса, был спроектирован в 1906 году У. Эгертоном в стиле королевы Анны и находится на жилой улице Эрит-роуд, на востоке района, на границе с Эритом.
Заповедная зона Вулидж-роуд была выделена в феврале 1992 года Советом Бексли из-за её особого викторианского характера и высокой концентрации исторических зданий на небольшой территории. Охранная зона включает в себя трактиры Eardley Arms и Prince of Wales, центр тестирования вождения DVLA (бывший полицейский участок Бельведер, построенный в 1880-х годах), площадку для отдыха Бельведер и большие жилые виллы и полуотдельные дома вдоль Вулидж-роуд и Глостер-роуд. Эти дома предназначались для богатых викторианских семей этого района, возможно, для профессионального класса или для менеджеров или владельцев предприятий, расположенных в Эрите и Вулидже. Бывший полицейский участок на Вулидж-роуд был построен в 1881 году за £3386 и спроектирован так, чтобы сочетаться с соседними домами. В то время штат полиции Бельведера состоял из двух инспекторов, трёх сержантов и двадцати шести констеблей. Он оставался действующим полицейским участком до 1968 года, когда на углу Нуксли-роуд и Вулидж-роуд был построен новый, гораздо более крупный участок. Он оставался открытым до своего закрытия в 2015 году. В 2018 году он был продан для перепланировки за 1,25 млн фунтов стерлингов.

### Места поклонения
- Церковь Всех Святых в Бельведере, Нуксли-Роуд;
- Свободная баптистская церковь Грейс, Нуксли-Роуд, Бельведер;
- Бельведерская конгрегационная церковь, Пикарди-роуд;
- Баптистская церковь Бельведера;
- Методистская церковь Бельведера;
- Церковь Святого Августина, Бельведер;
- Общинная церковь Ихтус, Бельведер;
- Бельведерская пятидесятническая церковь, Митчелл-Клоуз;
- Гуру Нанак Дарбар, сикхский храм, Митчелл-Клоуз.

## Демография
По данным переписи 2011 года, 65 % населения составляют белые британцы, за ними следуют 12 % чернокожих африканцев.

## Политика
Советниками от округа Бельведер в Совете лондонского боро Бексли являются Дэниел Фрэнсис (лейборист), Салли Хинкли (лейборист) и Дэйв Путсон (лейборист). Бельведер входит в избирательный округ Эрит и Темсмид (член парламента — Абена Оппонг-Асаре, лейборист), а также в избирательный округ Бексли и Бромли Лондонской ассамблеи, который представляет Гарет Бэкон (консерватор).

## Спорт
Футбольный клуб «Эрит и Бельведер» относительно недавно переехал в Уэллинг в рамках соглашения о совместном использовании площадки. Футбольный клуб Бельведер и крикетный клуб Бельведер играют на спортивной площадке Memorial Sports Ground на Вулидж-Роуд (Эбби-Вуд) и выступают в первом дивизионе Лиги графства Кент (Запад).
Хоккейный клуб Бекслихит и Бельведер базируется в Веллинге, но некоторые домашние матчи они проводят в школе Эрит.

## Транспорт

### Железнодорожный транспорт
Железнодорожная станция Бельведер, открытая в 1859 году, находится в Нижнем Бельведере и обслуживается Северо-Кентской линией, которая идет от лондонской Кэннон-стрит до Дартфорда/Грейвзенда/Джиллингема (Кент). Бельведер также пользуется преимуществами пересадки на Доклендское лёгкое метро (DLR) в близлежащем Вулидже, а с появлением долгожданного продолжения «Crossrail» в соседнем Эбби-Вуде в 2022 году он получит ещё больше преимуществ.

### Автобусы
Бельведер обслуживается несколькими автобусными маршрутами компании Transport for London, связывающими его с такими районами, как Темзмид, Эрит, Бекслихит, Вулидж и Сидкап.

### Пешеходный маршрут «Зелёная цепь»
Маршрут Green Chain Walk проходит в основном с востока на запад вдоль северных склонов хребта, простираясь от Пламстед-Коммон до Эрита. Он обеспечивает короткий путь к Тропе Темзы, с которой он связан в трёх местах.

### Автотранспорт
Статистика экзаменов по вождению от DVSA за 2013—14 год показала, что в экзаменационном центре Бельведера самый низкий процент сдачи экзаменов в Великобритании.
Предлагаемый Бельведерский переход через Темзу будет представлять собой мост или туннель между Бельведером и Рэйнхемом.

## Знаменитые жители
- Билли Корнелиус[англ.] (1898-?), профессиональный футболист и менеджер, родился в Бельведере[16].
- Алек Дебнам[англ.] (1921—2003), игрок в крикет, родился в Бельведере[17].
- Уолтер Дональдсон (1907—1973), шотландский игрок в снукер, несколько лет жил на Гросвенор-Роуд[18].
- Рой Дуайт[англ.] (1933—2002), футболист «Ноттингем Форест», родился в Бельведере[19].
- Майк Келли[англ.] (род. 1954), футболист «Миллуолл», родился в Бельведере[20].
- Алан Нотт[англ.] (род. 1946), игрок в крикет, родился в Бельведере, посещал среднюю современную школу Нортумберленд-Хит[21].
- Колин Сили[англ.] (1936—2020), чемпион-мотогонщик и дизайнер мотоциклов, жил в Бельведере и работал на Нуксли-Роуд[22].
- Флаксман Спуррелл[англ.] (1842—1915), археолог, геолог и фотограф, жил в The Priory, Пикарди-Роуд[23].
- Энн Свитинбэнк[англ.] (род. 1957), садовод и писательница, родилась в Бельведере.